# Diplomatie énergétique
La diplomatie énergétique (Энергети́ческая дипломатия) dans l'interprétation du ministère des Affaires étrangères de la fédération de Russie est l'une des priorités des activités de ce ministère. Il s'agit d'un instrument de conduite de la politique étrangère et d'un mode de régulation des relations internationales dans le domaine de l'énergie:
Aujourd'hui, ce type de diplomatie est un domaine essentiel de l'activité de politique étrangère, contribuant à créer les conditions de relations interétatiques normales dans le secteur de l'énergie.

## Origine du terme
Depuis les années 1970, le commerce des hydrocarbures s'est positionné comme une composante de la « sécurité énergétique »:
D'où la facilité avec laquelle les termes « impérialisme énergétique », « OTAN énergétique » et l'importance du type d'activité appelée « diplomatie énergétique » sont utilisés.
Au moment de l'effondrement du système bipolaire du monde (au début des années 1990), la plupart des États étaient de facto impliqués dans le commerce des ressources et la coopération dans la production d'énergie:
Les relations qui lui sont en correspondance sont devenues le noyau de la diplomatie internationale et le facteur énergétique a commencé à être activement utilisé pour renforcer l'influence internationale des principales puissances et atteindre d'autres objectifs géopolitiques. C'est alors même que le terme de « diplomatie énergétique » est apparu
Le diplomate russe Stanislav Jiznine déclare cela à propos de l'apparition de ce terme, :
« Le terme de "diplomatie énergétique" a été introduit pour la première fois dans ma thèse en 1976... Plus tard, avec le soutien du ministre du combustible et de l'énergie, Chafranik, de son adjoint Bouchouïev et du chef du département de développement stratégique du combustible et complexe énergétique du ministère des combustibles et de l'énergie Mastepanov, nous avons créé une équipe interministérielle pour développer les premiers matériaux conceptuels sur la diplomatie énergétique russe, et nous avons mené toute une série d'études pour la stratégie énergétique, et introduit en circulation les termes de "diplomatie énergétique" et de "politique énergétique étrangère"... »

## Diplomatie énergétique russe

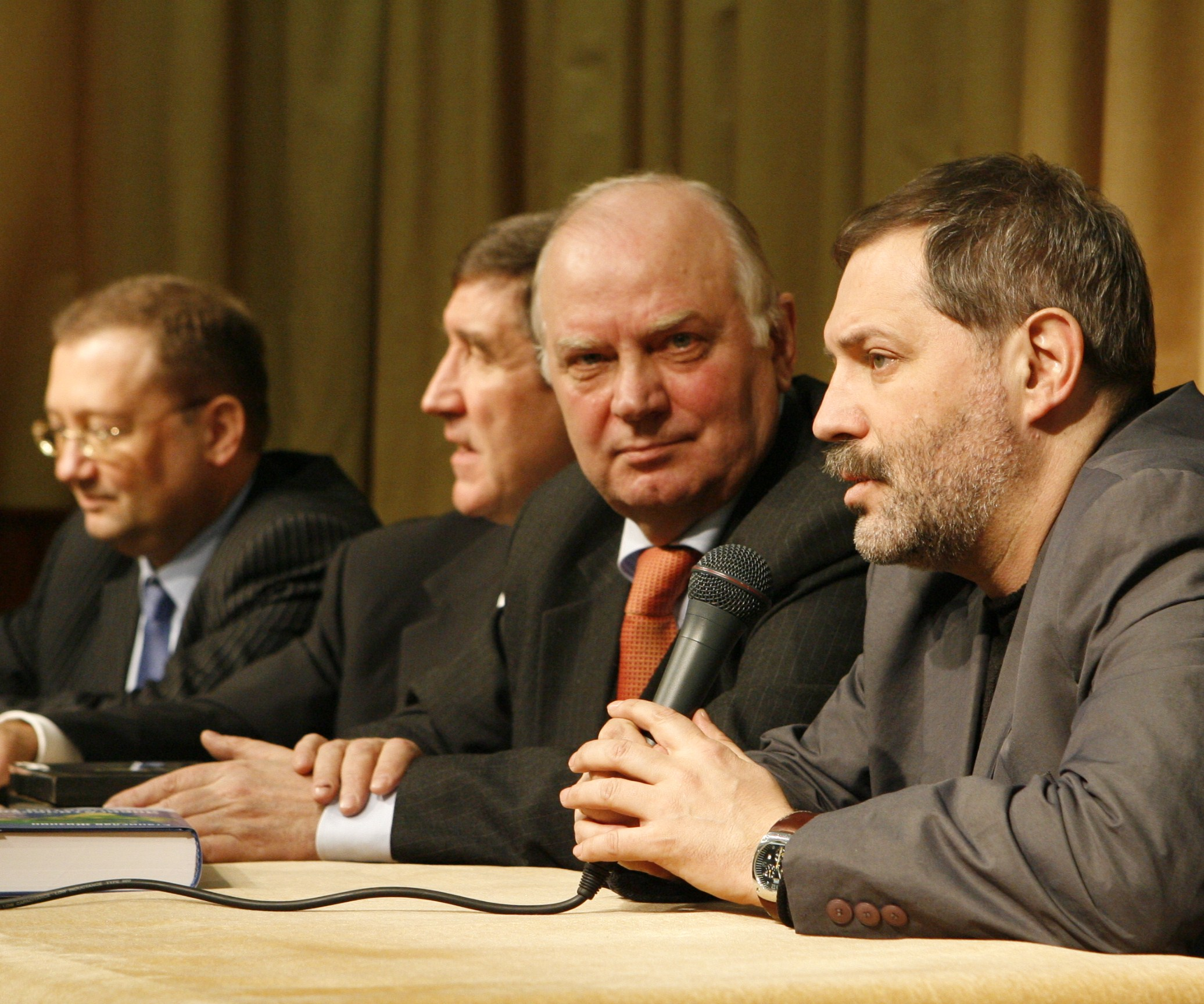
Alexandre Iakovenko, Youri Chafranik, Stanislav Jiznine (au milieu de face) et le journaliste Mikhaïl Leontiev à la présentation du livre en 2006.

Le livre russe le plus connu sur cette thématique est celui de Stanislav Jiznine intitulé La Diplomatie énergétique russe: économie, politique, pratique.
Présentant son travail conceptuel, qui est appelé dans la presse « la bible de la diplomatie énergétique », le journaliste Mikhaïl Leontiev remarque:
« La Russie essaie d'entrer dans le monde global, en utilisant l'énergie comme un argument que nous considérons comme essentiel. C'est-à-dire de l'utiliser à la fois dans l'économie mondiale et aussi dans la politique mondiale. »
Le journal Nezavissimaïa Gazeta («Независимая газета», Journal Indépendant) remarque:
Ce livre analyse les principaux processus dans le monde et l'industrie énergétique russe, évalue la position de la Russie sur les marchés internationaux de l'énergie. Les fondements géopolitiques et économiques de la formation de la diplomatie énergétique russe sont révélés, ainsi que les aspects pratiques des relations de la Russie avec les principaux sujets de la politique énergétique mondiale aux niveaux mondial, régional et national.

## Diplomatie énergétique des États-Unis
Selon les experts, « la politique énergétique étrangère occupe l'une des places centrales dans le système d'actions de politique étrangère des États-Unis sur la scène mondiale, ce qui entraîne objectivement de nouveaux types de complications dans les relations avec la Russie (dans le Caucase et en Asie centrale):
Le rôle croissant de la politique énergétique étrangère est dû au fait que les États-Unis sont le plus grand consommateur de ressources énergétiques et, après l'effondrement de l'URSS, un des plus grands producteurs de celles-ci.

## Source de la traduction
- (ru) Cet article est partiellement ou en totalité issu de l’article de Wikipédia en russe intitulé « Энергетическая дипломатия » (voir la liste des auteurs).